# Artins
Artins ist eine französische Gemeinde mit 269 Einwohnern (Stand: 1. Januar 2022) im Département Loir-et-Cher in der Region Centre-Val de Loire. Sie gehört zum Kanton Montoire-sur-le-Loir und zum Arrondissement Vendôme. 
SDurch das Gemeindegebiet von Artins fließt der Loir. Die Gemeinde grenzt im Norden an Sougé, im Nordosten an Troo und Saint-Jacques-des-Guérets, im Osten an Ternay, im Süden an Montrouveau, im Südwesten an Les Essarts und im Westen an Vallée-de-Ronsard mit Couture-sur-Loir.

## Bevölkerungsentwicklung

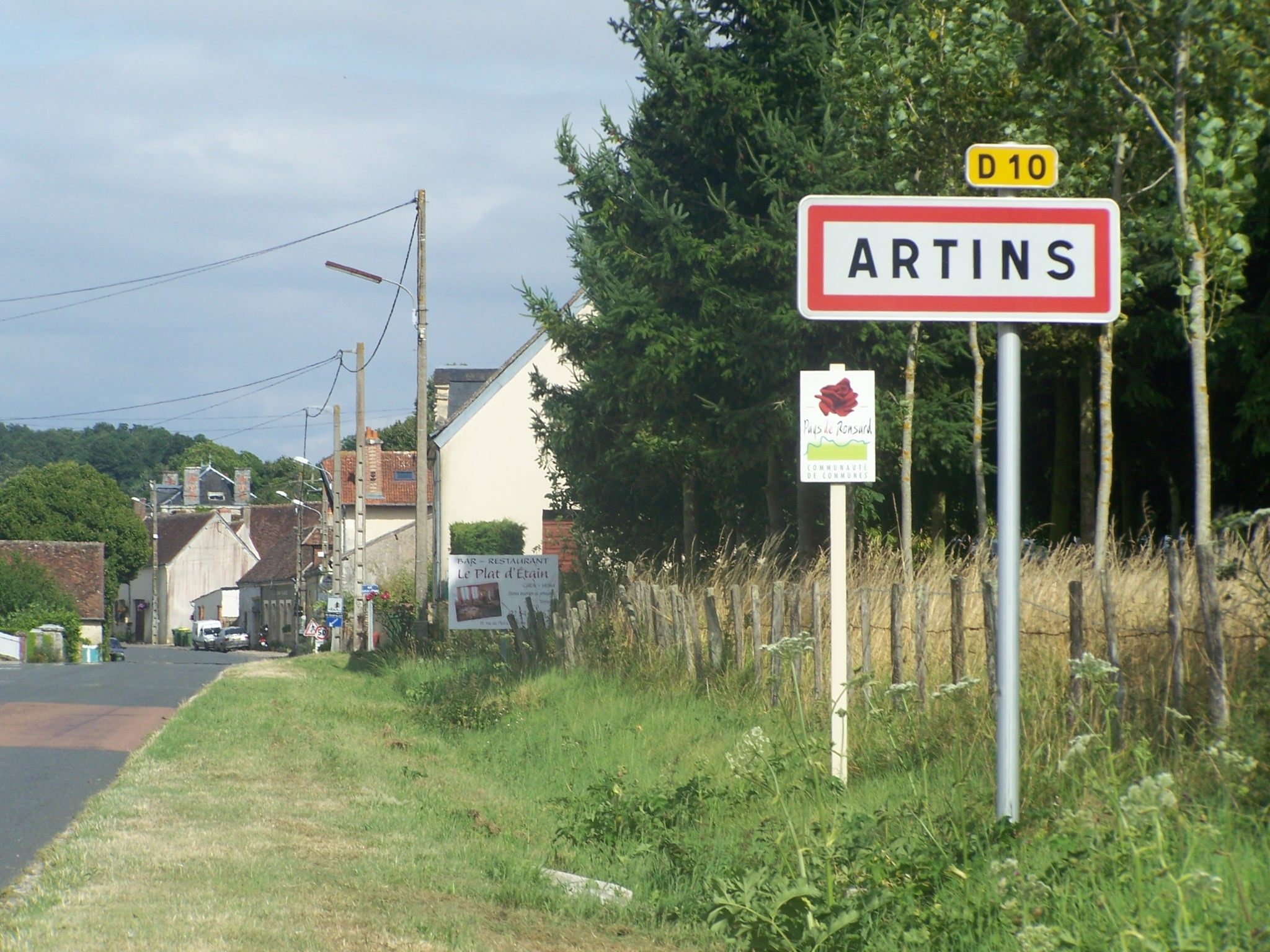
Ortseingang

| Jahr      | 1962 | 1968 | 1975 | 1982 | 1990 | 1999 | 2008 | 2018 |
| --------- | ---- | ---- | ---- | ---- | ---- | ---- | ---- | ---- |
| Einwohner | 336  | 317  | 265  | 272  | 247  | 282  | 290  | 265  |